# Kazimierz Gumiński
Kazimierz Gumiński (ur. 4 marca 1908 w Zalesiu, zm. 26 września 1983 w Krakowie) – polski fizykochemik, profesor Uniwersytetu Wrocławskiego.

## Życiorys
Po ukończeniu szkoły średniej i rocznej służbie wojskowej, w 1926 roku rozpoczął studia chemiczne na Uniwersytecie Jana Kazimierza we Lwowie, które ukończył w roku 1931. Pracował potem na Uniwersytecie Warszawskim i obronił tam doktorat w 1937. W 1939 roku brał udział w wojnie obronnej z '39. Po wojnie związał się z Uniwersytetem Jagiellońskim, gdzie w 1948 roku uzyskał stopień doktora habilitowanego. W tym samym roku objął Katedrę Chemii Fizycznej, a trzy lata później został dziekanem Wydziału Chemii Uniwersytetu Wrocławskiego.  We wrześniu 1952 został kierownikiem pierwszej w Polsce Katedry Chemii Teoretycznej powołanej na Wydziale Matematyki, Fizyki i Chemii UJ.
W latach 1954–1962 pracował w Zakładzie Fizykochemii Zjawisk Powierzchniowych PAN w Krakowie.
W 1962 uzyskał tytuł profesora. W latach 1959–1962 członek Zespołu Rzeczoznawców Chemii Rady Głównej. W latach 1959–1961 przewodniczący Krakowskiego Oddziału Polskiego Towarzystwa Chemicznego. W obrębie jego zainteresowań były: chemia teoretyczna, luminescencja anod aluminiowych, przewodnictwo elektryczne kryształów organicznych oraz termodynamika i teoria procesów nieodwracalnych.
Odznaczony Nagrodą Ministra Szkolnictwa Wyższego (1963, 1973, 1977) oraz Krzyżem Oficerskim Orderu Odrodzenia Polski (1964) i Medalem Komisji Edukacji Narodowej (1975). Został pochowany na Cmentarzu Salwatorskim w Krakowie.

## Wybrane monografie
- Termodynamika (1955, 1986)
- Termodynamika procesów nieodwracalnych (1962, 1983)
- Półprzewodniki organiczne (1964) (wraz z Krzysztofem Pigoniem i Jerzym Vetulanim)
- Elementy chemii teoretycznej (1964, 1989)
- Wykłady z chemii fizycznej (1979)

## Uczniowie
Wśród jego uczniów byli: Bogdan Baranowski, Andrzej Barański, Andrzej Fuliński, Alojzy Gołębiewski, Marek Pawlikowski, Piotr Petelenz, Krzysztof Pigoń, Jerzy Vetulani, Andrzej Witkowski i Kacper Zalewski.